# Парк Победы (Бийск)
Парк Победы — парк в восточной части Бийска, выходящий на набережную реки Бия к городскому пляжу.
Парк расположен с западной стороны насыпи подъездных путей коммунального моста и прекрасно смотрится при въезде на мост при движении через город по Чуйскому тракту.
Сооружение и благоустройство парка было завершено в 1995 к 50-летию Победы в Великой Отечественной войне, в память о которой и получил своё название. В 2010 году в Парке установлен мраморный памятник с чугунной памятной плитой.
В парке высажены деревья редких в Сибири видов: дубы, вязы, каштаны. Парк освещается оригинальными светильниками. Единый ландшафтно-архитектурный комплекс с парком образует городской пляж. В парке в летнее время организуются продажа напитков и мороженого, пункты быстрого питания. В парке имеется пост полиции.
В центре парка на пересечении трёх аллей стоит каменная стела с фамилиями бийчан — Героев Советского Союза и полных кавалеров Ордена Славы, нанесёнными на таблички.